# Assassinat de Malcolm X
L'assassinat de Malcolm X, l'une des principales icônes des mouvements afro-américains pour abolir les discriminations raciales aux États-Unis, a lieu dans le quartier de Manhattan, à New York (États-Unis), le 21 février 1965.
Malcolm X a été abattu de plusieurs balles alors qu'il s'apprêtait à prendre la parole à la tribune de  l'Organization of Afro-American Unity (OAAU) dans la salle de l'Audubon Ballroom.
Trois membres de l'organisation Nation of Islam, Thomas Hagan, Muhammad Abdul Aziz et Khalil Islam ont été accusés du meurtre et condamnés à des peines de prison à vie de durée indéterminée[pas clair], mais en novembre 2021, Aziz et Islam ont été disculpés.
Cet assassinat est l'un des quatre grands assassinats des années 1960 aux États-Unis, survenant deux ans après l'assassinat de John F. Kennedy en 1963 et trois ans avant celui de Martin Luther King et celui de Robert F. Kennedy en 1968.

## Contexte

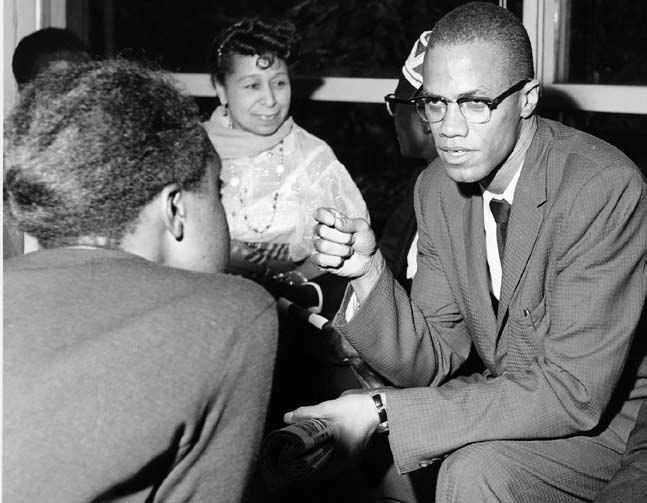
Malcolm X, probablement lors d'un événement de bienvenue pour la Fondation des étudiants afro-américains en 1959 ou 1960.

Tout au long de l'année 1964, le conflit entre Malcolm X et l'organisation Nation of Islam s'intensifie, et il est menacé à plusieurs reprises,. En février, un dirigeant du Temple Numéro Sept ordonne le plasticage de la voiture de Malcolm X. En mars, Elijah Muhammad, le chef de Nation of Islam, déclare au pasteur de Boston Louis X (plus tard connu sous le nom de Louis Farrakhan) que « les hypocrites comme Malcolm devraient avoir la tête coupée » ; l'édition du 10 avril du journal Muhammad Speaks contient une caricature représentant la tête coupée de Malcolm X qui rebondit,.
Dans le numéro du 4 décembre 1964 du Muhammad Speaks, Louis X écrit qu'« un homme tel que Malcolm est digne de mort ».
Le 14 février 1965, sa maison fait l'objet d'un attentat à la bombe.
Le 19 février 1965, Malcolm X confirme lors d'une interview que Nation of Islam essaye activement de le tuer.

## Assassinat

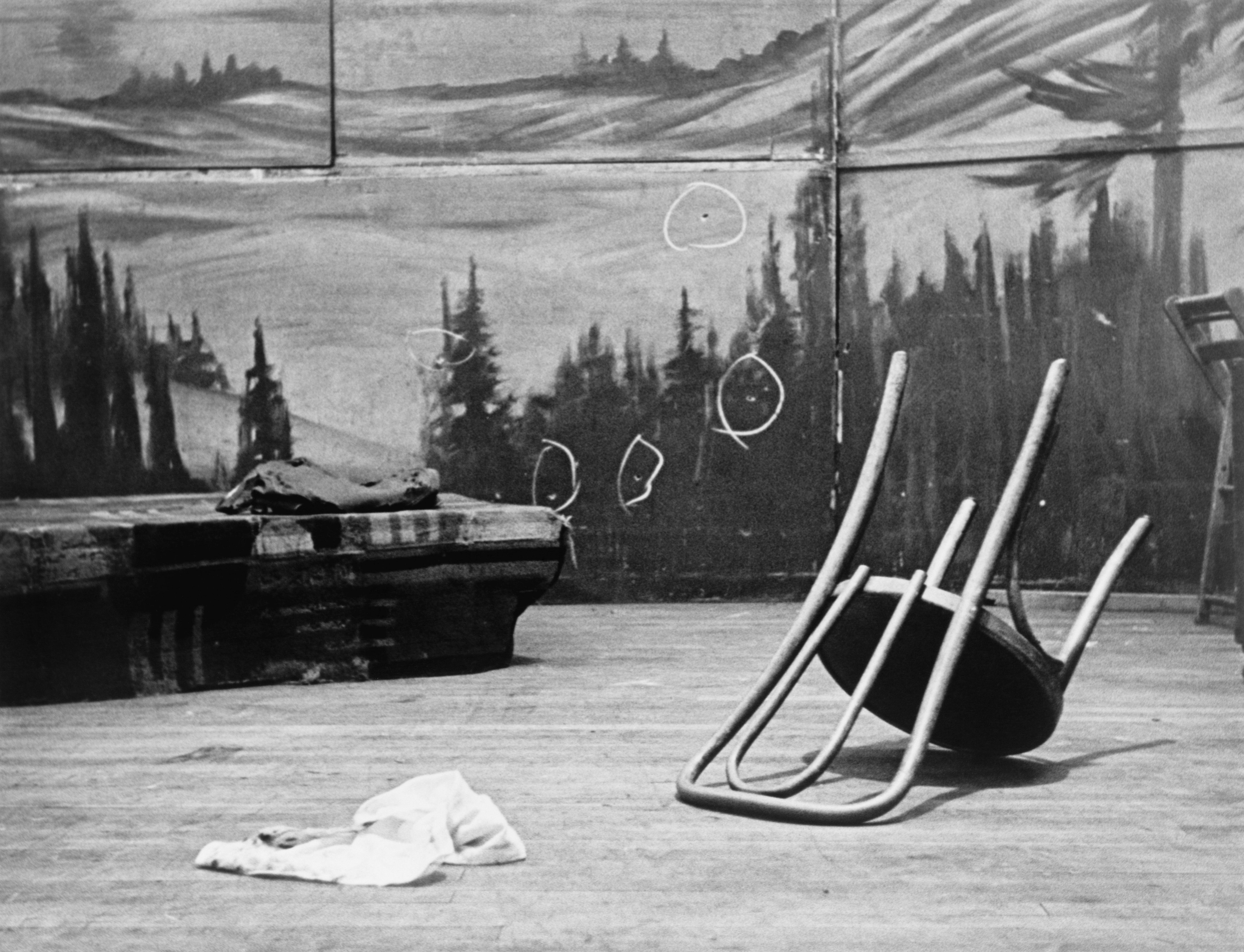
Impacts de balles à l'arrière de la scène où Malcolm X a été abattu.

Le 21 février 1965, Malcolm X doit faire un discours devant l'Organization of Afro-American Unity dans la salle de l'Audubon Ballroom de Manhattan, situé au carrefour du 3940, Broadway et la West 165° Street dans le quartier des Washington Heights.
Soudain, quelqu'un dans l'auditoire de 400 personnes crie : « Nigger ! Sors ta main de ma poche ! » Alors que Malcolm X et ses gardes du corps tentaient de faire revenir le calme, un homme s'est précipité et lui a tiré une fois dans le ventre avec un fusil à canon scié et deux autres ont chargé vers la scène en tirant avec des armes de poing semi-automatiques. Déjà tombé au sol à la suite du premier coup, deux autres personnes lui tirent vingt et une fois dessus avec leur revolver.

Malcolm X a été déclaré mort à 15 h 30, peu après son arrivée au  Columbia University Irving Medical Center. L'autopsie a révélé 21 blessures par balle à la poitrine, à l'épaule gauche, aux bras et aux jambes, dont dix blessures à la chevrotine provenant du coup de feu initial.
Dans leur biographie lauréate du prix Pulitzer, The Dead Are Arising : The Life of Malcolm X, Les Payne et Tamara Payne affirment que les assassins étaient des membres de la mosquée Nation of Islam de Newark (New Jersey) : William 25X (également connu sous le nom de William Bradley), qui a tiré le coup de feu, Leon Davis et Talmadge Hayer (également connu sous le nom de Thomas Hagan).
L'un des tireurs, Talmadge Hayer, membre de la Nation of Islam, a été battu par la foule avant l'arrivée de la police. Des témoins ont identifié les autres tireurs comme étant Norman 3X Butler (également connu sous le nom de Muhammad Abdul Aziz) et Thomas 15X Johnson (également connu sous le nom de Khalil Islam).

## Funérailles et sépulture

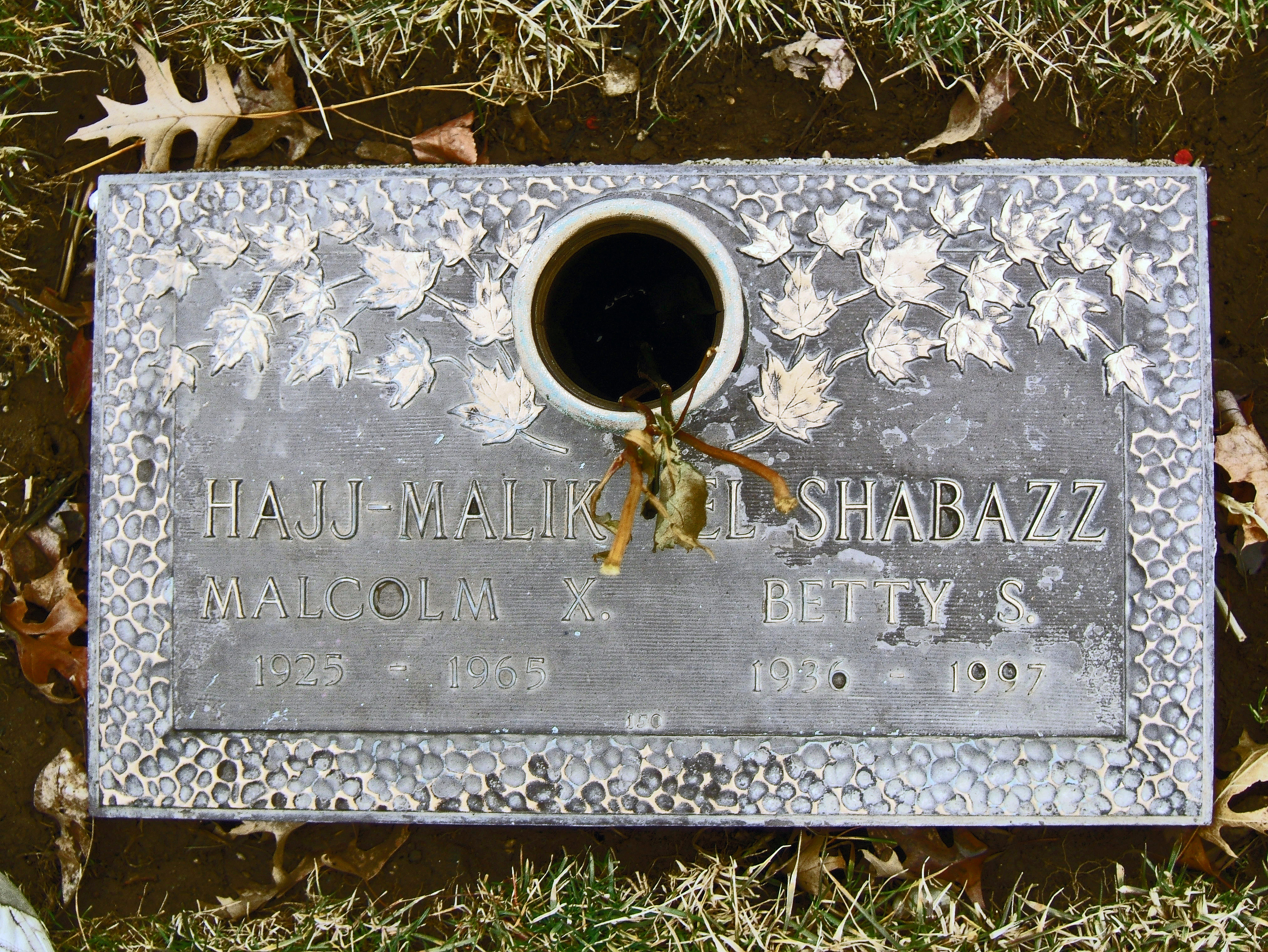
Tombe de Malcolm X et de Betty Shabazz

Une exposition publique entre le 23 et le 26 février a attiré, à Harlem, entre 14 000 et 30 000 personnes.
Les funérailles ont eu lieu le 27 février à Harlem dans le Temple of the Church of God in Christ, des haut-parleurs ont été installés pour permettre à la foule de suivre depuis l'extérieur et une station de télévision locale a retransmis la cérémonie.
Parmi les leaders des droits civiques présents, on peut citer John Lewis, Bayard Rustin, James Forman, James Farmer, Jesse Gray et Andrew Young. L'acteur et militant Ossie Davis prononce l'éloge funèbre, décrivant Malcolm X comme « notre prince noir resplendissant [...] qui n'a pas hésité à mourir parce qu'il nous aimait tant ».
Malcolm X a été enterré au cimetière de Ferncliff à Hartsdale, dans l'État de New York.

## Réactions
Le 24 février 1965, Martin Luther King qualifie son assassinat de « grande tragédie » et regrette qu'il « se soit produit à un moment où Malcolm X… se dirigeait vers une meilleure compréhension du mouvement non violent » et que le meurtre de Malcolm X prive « le monde d'un grand leader potentiel ».
L'écrivain James Baldwin, qui avait été un ami de Malcolm X, se trouvait à Londres lorsqu'il apprit la nouvelle de l'assassinat. Il a répondu avec indignation aux journalistes qui l'interrogeaient, en criant : « C'est vous qui avez fait ça ! C'est à cause de vous - les hommes qui ont créé cette suprématie blanche - que cet homme est mort. Vous n'êtes pas coupables, mais c'est vous qui avez fait ça.... Vos moulins, vos villes, votre violation d'un continent ont déclenché tout cela ».

## Procès

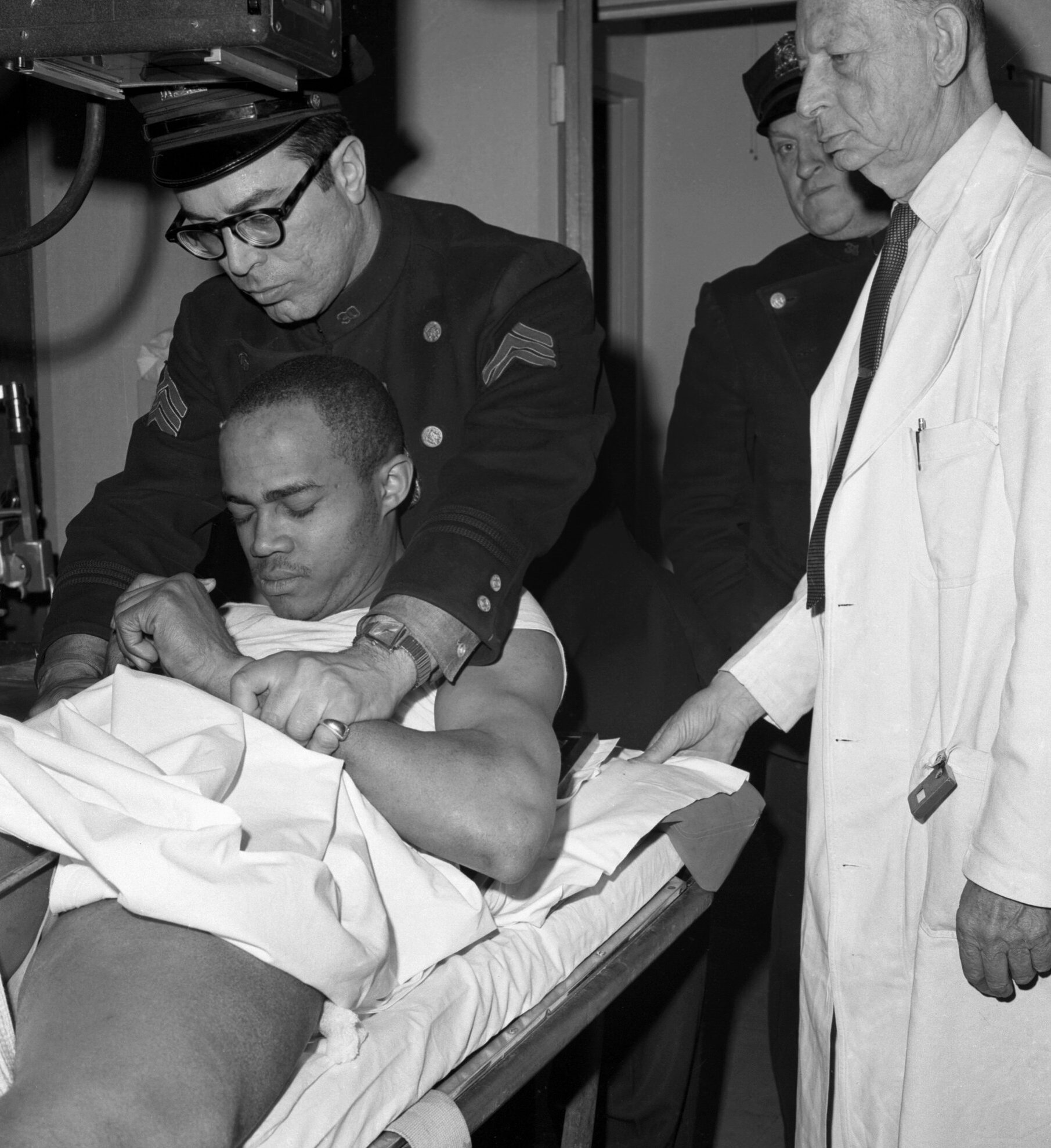
Thomas Hagan est maîtrisé par le sergent de police Alvin Aronoff dans la salle d'urgence du Jewish Memorial Hospital, où il a été emmené après avoir assassiné Malcolm X.

Hagan, Butler et Johnson ont tous trois ont été reconnus coupables de meurtre en mars 1966 et condamnés à la prison à vie. Lors du procès, Hayer a avoué, mais a refusé d'identifier les autres assaillants, sauf pour affirmer qu'ils n'étaient pas Butler et Johnson. En 1977 et 1978, il a signé des déclarations sous serment réaffirmant l'innocence de Butler et Johnson et désignant quatre autres membres de la Nation de la mosquée n° 25 de Newark comme participants au meurtre ou à sa planification.

### Réexamen du meurtre
À la suite d'une série documentaire en 2020, Qui a tué Malcolm X ?, le procureur de district Cyrus Vance, Jr. fait réouvrir l'enquête. Le procureur de Manhattan reconnaît en novembre 2021 que les deux accusés n'avaient pas eu droit à un procès équitable ; ils sont innocentés par la Cour suprême de New York le 18 novembre 2021. Selon le New York Times, « l’enquête de 22 mois conduite de manière conjointe par le bureau du procureur et les avocats des deux hommes révèle que les procureurs, le FBI et la police de New York (NYPD) ont dissimulé des preuves cruciales qui, si elles avaient été connues, auraient probablement conduit à l’acquittement des deux hommes ». À titre de dédommagement, 36 millions de dollars seront versés par la ville de New York et l'État de New York à Muhammad Abdul Aziz et à la famille de Khalil Islam (mort en 2009).